# UFO: Aftermath
UFO: Aftermath — первая игра компании ALTAR Interactive в серии UFO, основанной на идеях серии X-COM. UFO: Aftermath, как и X-COM, является смесью тактической ролевой игры и глобальной стратегии, в которой игрок управляет действиями элитного подразделения сухопутных войск и борется с нашествием пришельцев. События UFO: Aftermath происходят на Земле.

## Сюжет
25 мая 2004 года неизвестный космический корабль бомбардировал Землю смертоносными спорами. Позднее этот период был назван «Сумерками». За время Сумерек на Земле погибло большинство высокоорганизованных организмов, а в разных точках Земли стали появляться мутанты.
Выжившие земляне образовали так называемый «Совет Земли». 1 января 2005 года игрок берёт на себя роль командующего элитным подразделением, главной задачей которого является борьба с инопланетными захватчиками и трансгенантами.
Вскоре возникает новая угроза: поверхность планеты в разных точках начинает покрываться слоем биомассы — живой субстанцией, которая растёт с огромной скоростью и покрывает целые города, делая их непригодными для жизни. На биомассе появляются новые, более опасные трансгенанты. Позднее выясняется, что пришельцы регулярно высаживаются для создания новых колоний биомассы.
Через некоторое время «Совет Земли» собрал информацию о пришельцах. Эти инопланетные существа называли себя Ретикулянами. Они принадлежали к более развитой цивилизации, чем человеческая, и активно путешествовали в космосе и колонизировали миры. На Земле с 1940 года находилось их посольство. С Земли экспортировались картины и скульптуры, в обмен лидирующие страны получали новые технологии Ретикулан.
Ретикуляне не являются враждебными к землянам — нападение было совершено группой фанатичных ретикулан-повстанцев. Они хотели провести эксперимент над планетой — вырастить органический суперкомпьютер, обладающий едва ли не божественной силой. Им была нужна планета, богатая водой и органикой — и Земля идеально подходила для таких целей.
Впоследствии, будучи не подготовленными к организованному отпору выживших землян и терпя одно поражение за другим, Повстанцы узнают о Совете Земли и связываются с его представителями. Они признают человечество как цивилизацию и предлагают помощь в эвакуации всех выживших на орбитальные станции и планету Марс, в обмен на то что люди прекратят борьбу с ростом биомассы. Решение должен принять игрок.

### Каноническая концовка
Согласие ведёт к «проигрышу» — остатки человечества покидают Землю, а она целиком покрывается биомассой. События UFO: Afterlight и в UFO: Aftershock подразумевают, что Совет принял предложение.

### Альтернативная концовка
Совет отказывается от предложения. Используя послание Ретикулян и сбитый Ретикулянский корабль, Совет обнаруживает базу повстанцев на обратной стороне луны, отправляют туда отряд и уничтожают мозг пришельцев. На базе люди находят вещество, из которого начинает произрастать биомасса. Полученные знания используются для полного уничтожения биомассы на Земле.
Хотя вскоре выясняется, что вещество биомассы не имеет никакого отношения к биотехнологиям ретикулян.

## Игровой процесс

### Стратегическая составляющая
В режиме глобальной стратегии игрок управляет системой баз, выполняющих различные функции. Базы нельзя строить, их можно только захватывать на основе заброшенных людских баз или баз пришельцев.
Доступны четыре вида баз (в любой момент одну базу можно реорганизовать под другую, но такая операция занимает сутки (однако базы типа «анти-биомасса» начинают функционировать немедленно после отдачи приказа о реорганизации баз другого типа в них)):
- Военные базы. С них можно отправлять вертолёт с отрядом на задания или самолёты-перехватчики для уничтожения НЛО.
- Научные базы. Число таких баз определяет время, необходимое для исследования определённой технологии и обработки информации.
- Производственные базы. Число таких баз определяет время, необходимое для разработки новых технологий или производства высокотехнологичного снаряжения.
- Анти-биомасса. Базы, на которых размещены очень мощные стационарные пси-излучатели, уничтожаюшие биомассу на территории, контролируемой данной базой и прилегающих к ней. Из-за высокого уровня пси-излучения постоянное нахождение людей на данной базе невозможно.

Столкновение перехватчиков с НЛО не управляется игроком (можно только дать приказ отступить), а его результат случаен (однако зависит от типа НЛО и снаряжения перехватчиков). Со временем игрок будет улучшать снаряжение самолётов, а над Землей будут летать более мощные корабли пришельцев:
- Наблюдатель. Одиночный истребитель, проводящий разведку. В случае сбития и штурма содержит очень мало ретикулан.
- Боец. Три истребителя, в остальном аналогичны наблюдателю.
- Лаборатория. Собирает материалы для исследований. Невооружена, обычно охраняется 3 истребителями. Среднее количество ретикулан на борту.
- Плантация. Отвечает за доставку биомассы. Невооружен, обычно охраняется 3 истребителями. Среднее количество ретикулан на борту.
- Боевой корабль. Отвечает за нападения на базы людей. Вооружён, охраняется тремя истребителями. Большое количество ретикулан.
- База. Отвечает за нападения на базы людей. Может приземлиться, чтобы организовать базу пришельцев. Такие базы будут обслуживать более мелкие корабли. Вооружён, охраняется тремя истребителями. Очень большое количество ретикулан.

Кроме этого, игрок может отправить вертолёт с отрядом на выполнение какой-либо миссии (отмеченной на карте), тогда по прибытии вертолёта к месту высадки игра переходит в режим тактической симуляции. Существует несколько типов заданий:
- Разведка. Необходимо обнаружить несколько различных мутантов — трансгенантов.
- Очистка территории. Необходимо уничтожить несколько трансгенантов.
- Уничтожение объекта. Необходимо разрушить определённый объект на карте, противников убивать необязательно. Объект отмечен жёлтым маркером.
- Уничтожение посевов. Необходимо уничтожить тварей биомассы в определённой точке. Это замедлит рост биомассы и сделает её уязвимее к базам с отталкивателями биомассы.
- Спасение пилота. Необходимо найти катапультировавшегося пилота и отвести его к точке высадки. Доступно только при потере всего звена истребителей.
- Высадка НЛО. Необходимо уничтожить несколько Ретикулан, в случае необходимости и на борту НЛО.
- Сбитый НЛО. Необходимо попасть к входу в НЛО и уничтожить несколько Ретикулан внутри. Доступно только при сбитом, но не уничтоженном НЛО (полностью уничтожить можно только истребители) и не упавшем в воду.
- Захват базы. Необходимо попасть к входу в базу и уничтожить несколько трансгенантов внутри. База присоединяется к владениям землян.
- Захват базы пришельцев. Необходимо попасть к входу в базу и уничтожить несколько Ретикулан внутри. База присоединяется к владениям землян.

В случае, если захваченная база находится на территории, занятой биомассой, она сразу же вновь утрачивается по умолчанию. Для предотвращения этого необходимо либо сначала очистить точку вокруг бункера от биомассы, либо сразу после боя, не включая таймер, переформировать эту базу в отталкиватель биомассы.
- Сюжетные задания, такие как вторжение на Базу-51, Капустин Яр и т. д. Цели каждого такого задания могут быть различными, но чаще всего встречается формулировка «подберите объект и перенесите его в определённую зону».

Большая часть заданий имеет срок действия. Игроку не обязательно выполнять их все — по истечении срока задание переходит в руки других вооружённых сил. Результат выполнения случаен, однако зависит от успешности действий игрока в районе задания. Сюжетные задания не имеют срока действия, и их должен выполнить сам игрок лично.

### Тактическая составляющая
Тактическое управление отрядом основано на использовании «умной паузы». При определенных игроком в настройках тактического боя событиях игра ставится на паузу, давая игроку возможность перезадать приказы бойцам.
На тактику боя сильно влияет ограниченность запасов оружия, кроме нескольких базовых видов, и если оружия как такового, в целом хватает, то патроны — ваша головная боль. Лучший способ пополнить запасы патронов и оружия — захватывать новые базы (запасы с их складов передаются игроку). Кроме того, чем больше баз захватил игрок, тем более продвинутое оружие и обмундирование ему даст захват новой базы.
Так же вопрос нехватки оружия и патронов частично решается наличием на базе неограниченного запаса гранат и базовых дробовиков с упаковками патронов. Это вооружение достаточно мощно, чтобы решать практически все возникающие проблемы на протяжении всей игры — без блеска, но надежно. Тактика типа — «выскочил — обнаружил — кинул гранату — спрятался за угол — приготовил дробовик — контрольный выстрел — повторить еще раз» — отказывает только в степях без укрытий. Тут нужны снайперы, мирно отдыхающие (экономящие патроны) все оставшееся время.
Однако в игре есть маленький, но приятный момент — не опустошённые до конца обоймы после возвращения на базу восстанавливаются по умолчанию. Таким образом, если не забывать менять магазин до полного опустошения, о проблеме нехватки боеприпасов можно благополучно забыть. Разумеется, стрельба из оружия вроде РПГ-7 всё равно безвозвратно расходует боеприпасы, так как ракеты берутся поштучно.
Ближе к концу игры, когда ретикуляне становятся невероятно грозными противниками, они могут начать стрельбу по солдатам игрока ещё до того, как солдаты их обнаружили, особенно в самом начале миссии. Часто из-за такого взвод быстро погибает, не успев ничего сделать. Лучшая тактика в таком случае — упреждающий огонь из нескольких ракетных установок по тем местам, откуда впоследствии будет вестись огонь.
Следует учесть, что опыт солдаты приобретают за счёт сделанных выстрелов — неважно, в цель или в воздух. Ничто не мешает нагрузить солдат всё равно бесконечными патронами к дробовику и после выполнения задания и уничтожения всех противников расстрелять все патроны в землю. Причем очков опыта при стрельбе именно из дробовика они получат гораздо больше, чем из любого другого оружия, кроме, разве что, лазерной винтовки пришельцев.

## Критика
| Сводный рейтинг       | Сводный рейтинг    |
| Агрегатор             | Оценка             |
| --------------------- | ------------------ |
| GameRankings          | 71,29 %            |
| Metacritic            | 67/100 (23 обзора) |
| MobyRank              | 71/100             |
| Иноязычные издания    |                    |
| Издание               | Оценка             |
| 1UP.com               | C+                 |
| AllGame               | [ 6 ]              |
| GameSpot              | 6,4/10             |
| IGN                   | 7,5/10             |
| Русскоязычные издания |                    |
| Издание               | Оценка             |
| Absolute Games        | 56 %               |
| «Домашний ПК»         | [ 10 ]             |
| «Игромания»           | 6,0/10             |